# Benzotrifluorid
Benzotrifluorid ist eine chemische Verbindung aus der Gruppe der aromatischen Fluorkohlenwasserstoffe. Es ist eine farblose, flüchtige, leichtentzündliche und fast geruchlose Flüssigkeit.

## Gewinnung und Darstellung
Benzotrifluorid kann durch Fluorierung (zum Beispiel durch Antimon(III)-fluorid oder Fluorwasserstoff) von Benzotrichlorid hergestellt werden.
{\displaystyle {\ce {PhCCl3 + 3 HF -> PhCF3 + 3 HCl}}}

## Eigenschaften

### Physikalische Eigenschaften
Benzotrifluorid ist eine farblose, leichtentzündliche, fast geruchlose Flüssigkeit, welche sehr schlecht löslich in Wasser ist. Der Siedepunkt unter Normaldruck beträgt 102,3 °C. Die Dampfdruckfunktion ergibt sich nach Antoine entsprechend log10(P) = A−(B/(T+C)) (P in Torr, T in K) mit A = 6,642, B = 1148,7 und C = −70,9 im Temperaturbereich von 2 bis 80 °C. Die Verbindung hat einen Heizwert von 4,6 kWh/kg. Die Dämpfe von Benzotrifluorid sind fünfmal so schwer wie Luft.
Sie reagiert mit heißem Wasser, wobei sich Fluorwasserstoff und Benzoesäure bilden. Seine Polarität liegt zwischen der von Dichlormethan und Ethylacetat. Es ist mit den üblichen organischen Lösungsmitteln mischbar und in der Lage, viele organische Verbindungen zu lösen.

## Verwendung
Benzotrifluorid dient als Ausgangsstoff zur Herstellung von Herbiziden, Farbstoffen und Pharmazeutika, wie zum Beispiel dem Zwischenprodukt m-Chlorbenzotrifluorid C7H4ClF3 und abgeleiteten Isocyanaten. Es wird in einer Vielzahl von Reaktionen eingesetzt, darunter Radikalreaktionen, Oxidationen und Reduktionen, Phasentransferreaktionen, durch Übergangsmetalle katalysierte Prozesse und Lewis-Säure-Reaktionen. Es wird weiterhin als Lösungsmittel eingesetzt.

## Sicherheitshinweise
Benzotrifluoriddämpfe bilden mit Luft ein explosionsfähiges Gemisch (Flammpunkt 12 °C, Zündtemperatur 620 °C).